# シーリゴ
シーリゴ（イタリア語: Siligo）は、イタリア共和国サルデーニャ自治州サッサリ県にある、人口約900人の基礎自治体（コムーネ）。

## 地理

### 位置・広がり

#### 隣接コムーネ
隣接するコムーネは以下の通り。
- アルダラ
- バーナリ
- ベッスーデ
- ボンナーナロ
- コドロンジャーノス
- フロリーナス
- モーレス
- プロアーゲ